# Takayus naevius
Takayus naevius är en spindelart som först beskrevs av Zhu 1998.  Takayus naevius ingår i släktet Takayus och familjen klotspindlar. Inga underarter finns listade i Catalogue of Life.